# Тулова
Тулова́ — село у Снятинській міській громаді Коломийського району Івано-Франківської області. Населення становить 887 осіб. До 2020 орган місцевого самоврядування — Устянська сільська рада.
Відповідно до Розпорядження Кабінету Міністрів України від 12 червня 2020 року № 714-р «Про визначення адміністративних центрів та затвердження територій територіальних громад Івано-Франківської області» увійшло до складу Снятинської міської громади.

## Географія
Село розташоване на річці Прут, у 8 км на захід від Снятина та за 92 км від Івано-Франківська.

## Історія

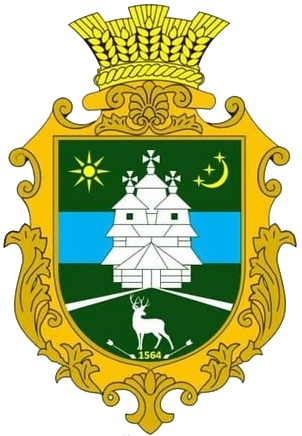
Герб села Тулова зразка 2009 року.

Тулова згадується у документах 1564 року.
У селі є Церква Благовіщення Пресвятої Богородиці (ПЦУ), як була збудована у 1869 році, дзвіниця у 1925 році.
Є у селі також 6 каплиць, пам'ятник загиблим воїнам Другої світової війни, пам'ятник Т. Г. Шевченку (1960), могила січових стрільців.

## Населення

### Мова
Розподіл населення за рідною мовою за даними перепису 2001 року:
| Мова       | Кількість | Відсоток |
| ---------- | --------- | -------- |
| українська | 882       | 99.44%   |
| російська  | 5         | 0.56%    |
| Усього     | 887       | 100%     |

## Інфраструктура
У селі діє загальноосвітня школа I ступеня, сільський клуб, ФАП, є приватна крамниця, каф'ярня-крамниця тощо.

## Відомі люди
Уродженці села
- Зварич Петро Іванович (1877 — 1966) — український поет, мемуарист, публіцист, громадський діяч.
- Костащук Василь Миколайович (1885 — 1931) — український історик, бібліограф та літературознавець.
- Костащук Василь Андрійович (1896 — 1973) — автор книги про В. Стефаника «Володар дум селянських» (1959, 1968).
- Костащук Микола Федорович (1924 — 1945) — український військовик, Провідник Чернівецького районового проводу ОУНР.
- Костащук Степан Федорович (1929 — 1951) — український військовик, Провідник Снятинського районового проводу ОУНР.
- Плешкан Іван Дмитрович — український священик, поет, фольклорист, перекладач, священик. Товаришував з Василем Стефаником, батько малярки Ольги Плешкан.
- Порайко Іван (1855 — 1931) — український священник і громадсько-культурний діяч в Станиславові.
- Порайко Іван (1893 — 1920?) — провідний актор Гуцульського театру, старшина Легіону УСС.
- Килина Василівна Долинюк, в шлюбі Гуцуляк (13 січня 1900. — 13 березня 1941) — вчителька, випускниця Коломийської жіночої учительської семінарії, дружина українського письменника Гуцуляка Михайла Максимовича і мати професора, доктора хімічних наук Гуцуляка Бориса Михайловича.
- Фодчук Дмитро (1892 — 1984) — громадський діяч і меценат.

У селі поховані
- Килина Василівна Долинюк, в шлюбі Гуцуляк (13 січня 1900. — 13 березня 1941) — вчителька, випускниця Коломийської жіночої учительської семінарії, дружина українського дитячого письменника, чителя Гуцуляка Михайла Максимовича і мати професора, доктора хімічних наук Гуцуляка Бориса Михайловича.